# FUNAI
FUNAI, порт. Fundação Nacional do Índio, Национальный фонд индейцев — орган федерального правительства Бразилии, определяющий и исполняющий политику правительства в отношении коренного населения (индейцев) в рамках бразильской конституции 1988 года.
Фонд основан в 1967 году вместо «Службы по защите индейцев» (порт. Serviço de Proteção ao Índio/SPI), которая, в свою очередь, была создана в 1910 году.
В компетенцию FUNAI входит обеспечения начального образования для индейцев, демаркация и защита неприкосновенности земель традиционного их проживания, стимулирование и развитие исследований коренного населения.
К целям Фонда также относится защита общин индейцев, пробуждение интереса общества к их жизни и деятельности, сохранение индейского наследия и защита их территории от посягательств шахтёров, поселенцев, лесорубов и других внешних лиц, поскольку последние создают опасность для жизни индейцев и для их культуры.